# Tomaatnet
Tomaatnet was een e-mailservice die in 2001 ten behoeve van de leden werd opgericht door de SP. De service wordt rechtstreeks uit de partijkas gefinancierd. Iedereen die lid is van de SP kon van deze dienst gratis gebruikmaken.
Tomaatnet was gevestigd in het partijbureau te Amersfoort.
De SP heeft besloten per 15 september 2018 te stoppen met deze dienst. Het werd te arbeidsintensief voor de organisatie door de toenemende veiligheidsrisico's.